# Estigma menstrual
L’estigma menstrual és el conjunt de percepcions socials i culturals negatives, creences, tabús i pràctiques vinculades a la menstruació. Sovint s'associa la menstruació amb la impuresa o la vergonya, cosa que pot provocar angoixa emocional i fins i tot discriminació. La manera com es manifesta  varia segons la cultura i pot afectar profundament  la salut mental, la participació social, l’assistència a l'escola, la incorporació laboral, l’accés a l’atenció sanitària, etc. Afecta dones  de totes les edats i condicions socioeconòmiques, així com persones transgènere i no binàries. Per combatre’l, s’acostumen a impulsar iniciatives educatives, campanyes de sensibilització i mesures d’equitat.

## Història
L'estigma menstrual s'origina en un marc més ampli de prohibicions culturals dins del qual la menstruació ha estat, al llarg de la història, ha estat objecte de diverses interpretacions i restriccions. El terme tabú, s'hi va aplicar com a part d'un sistema de creences que imposava prohibicions sobre determinats elements considerats potencialment perillosos o impurs.
En el context historicoreligiós, textos antics com el Levític van establir normatives específiques que categoritzaven la menstruació i les dones menstruants com a impures. Aquestes disposicions doctrinals van assentar les bases de  pràctiques culturals que restringien la participació de les dones en nombrosos aspectes de la vida social i religiosa.
Durant el segle xix, la medicina occidental va contribuir a reforçar l'estigma menstrual a través de teories pseudocientífiques. Un exemple notable va ser la hipòtesi de les «menotoxines» a la dècada de 1930,  segons la qual el cos de les dones menstruants produïa substàncies tòxiques. Alguns metges fins i tot van arribar a qüestionar la capacitat de raciocini de les dones el període menstrual, fet que va servir de justificació per a la seva exclusió de rols de lideratge i de determinades formes de participació social.

## Variacions culturals al voltant de la menstruació
Les percepcions i pràctiques culturals relacionades amb la menstruació varien significativament entre societats i estan fortament condicionades per factors com la religió, la cultura, la geografia i l’estatus social.Aquestes percepcions han generat un impacte profund en la vida de les dones i han generat estigmes i privacions que limiten el seu benestar integral. La desigualtat de gènere derivada d'aquestes creences incrementa la vulnerabilitat de les dones, perquè restringeixen la seva relació amb la vida pública i dificulta les seves oportunitats de desenvolupament.
Des de temps antics, la menstruació ha estat envoltada de creences que la consideraven perillosa o impura, la qual cosa donat lloc a mites i tabús que han evolucionat segons el context cultural i històric. Es creu que aquestes idees es remunten a la prehistòria, quan es vinculava la sang menstrual amb la contaminació i amb el risc d’atraure animals salvatges que posaven en perill els caçadors. En alguns casos, també es pensava que podia contaminar elements quotidians com el foc o els estris de cuina.
Aquestes concepcions han perdurat al llarg dels segles i han derivat en pràctiques d’aïllament en diverses cultures, com la prohibició d'assistir a l'escola —negant el seu dret a l'educació formal—  de participar en rituals religiosos, de cuinar, de mantenir relacions sexuals o fins i tot de seure a prop dels homes. En algunes tribus australianes, per exemple, es considera que les dones menstruants porten mala sort, motiu pel qual se les exclou d’activitats com la pesca o se les obliga a seguir banys rituals per 'purificar-se'. En altres llocs opten per la seclusió, com passa amb la pràctica del Txaupadi al Nepal, on les dones són confinades a barraques de menstruació.
Tanmateix, no totes les cultures han percebut la menstruació de manera negativa. A l'antiguitat clàssica, a Grècia s'associava la menstruació a Artemisa, la deessa de la fertilitat. De forma semblant, en algunes cultures indígenes  la sang menstrual és considerada sagrada, en reconeixement a la seva relació amb la fertilitat. És el cas del poble Beng, que celebra cerimònies vinculades al cicle menstrual o del poble Rungus a Malàisia, on no existeixen tabús ni restriccions associades, fet que s’ha relacionat amb estructures socials més igualitàries entre gèneres. A la comunitat Navajo al sud-oest de Estats Units la primera menstruació és motiu de celebració mitjançant el ritu de pas Kinaalda, que simbolitza la transició cap a l’adultesa i reforça la valoració positiva d’aquest moment vital cap a l'adultesa.

## Impacte en la salut mental i física
En els darrers anys, la ciència ha començat a estudiar la sang menstrual no només pel que fa a les seves diferències respecte a la sang sistèmica, sinó també pel seu potencial en el diagnòstic clínic. Una nova línia de recerca emergent planteja la possibilitat d'utilitzar-la per monitorar diverses condicions de salut, fet que requereix un canvi de percepció social de la menstruació i els seus productes biològics.
L'estigma que envolta la menstruació té conseqüències profundes per a la salut de les dones, especialment en comunitats amb recursos limitats per a la gestió de la higiene menstrual. La manca d'accés a productes adequats i serveis de salut afecta la qualitat de vida en limita la  capacitat per buscar tractament per a dolors o trastorns relacionats amb el cicle menstrual.
La pobresa menstrual —entesa com la falta d’accés a aigua neta, instal·lacions sanitàries privades i productes menstruals— reflecteix desigualtats culturals i socials i afecta milions de persones. Organismes internacionals com les Nacions Unides i UNICEF assenyalen la necessitat d'establir mesures per garantir l'accés a aigua, sanejament i productes d'higiene menstrual en espais educatius i laborals, elements fonamentals per assegurar el dret a l'educació i el treball de dones i nenes.Segons les dades disponibles, de les més de mil vuit-cents milions de persones que menstruen, a 500 milions se'ls nega l'accés a instal·lacions segures i els productes sanitaris necessari.
Davant aquesta realitat, alguns països han aprovat mesures legislatives per garantir la gratuïtat dels productes menstruals. Escòcia en fou pionera, amb una llei que assegura l’accés universal a aquests productes.A Catalunya, el 2023, la Generalitat va impulsar el 'Pla integral d’equitat menstrual i climateri' amb la distribució  gratuïta de productes menstruals reutilitzables i sostenibles a tota la població menstruant.Altres legislacions, com la d'Austràlia amb la 'Period Products and Facilities', obliguen a oferir productes menstruals gratuïtament en escoles, hospitals i biblioteques.
En entorns amb alta humitat o en contextos de crisi humanitària, la situació d’higiene i sanejament pot agreujar-se, ja que els productes  adequats poden no estar disponibles o no ser segurs. En aquests casos, l'ús de tovalloles menstruals reutilitzables, pot provocar infeccions si no s’assequen correctament; les copes menstruals requereixen esterilització, i els tampons han de canviar-se freqüentment,condicions que no sempre són viables quan l’accés als recursos és limitat.

## Efectes en l'àmbit educatiu i laboral
Les conseqüències de l'estigma s'evidencien a les estadístiques d'assistència escolar. En diversos  països d'Àfrica i del sud d'Àsia, les estudiants perden una mitjana de quatre dies de classe per mes durant el cicle menstrua. Aquest absentisme incrementa el risc d'
La dinàmica social dins de les institucions educatives reflecteix les manifestacions de l'estigma. Moltes estudiants viuen situacions d’incomoditat que redueixen la seva participació en activitats escolars, de fet  el 99% afirma experimentar el període amb un sentiment de vergonya.
En l'àmbit laboral la manca d'infraestructures adequades i l'accés a productes d'higiene menstrual condicionen l'activitat de les treballadores. Les empreses i les institucions que no garanteixen aquestes condicions contribueixen a l'absentisme laboral i  la persistència de l'estigma als espais de treball. Aquesta realitat ha impulsat  el debat sobre la implementació de polítiques de llicència menstrual en diversos països, les amb l'objectiu de garantir el dret a la salut menstrual en el context laboral.

## Representació en mitjans de comunicació
La menstruació ha estat històricament representada als mitjans de comunicació de manera reforça la idea que és una experiència és  incòmode tot reforçant les idees de brutícia o impuresa que perpetuen creences culturals negatives sobre el cicle menstrual. Tant en pel·lícules, sèries de televisió i anuncis, el tema s'ha abordat sovint des d'una perspectiva que el presenta com una realitat vergonyosa o inusual.
En els darrers anys, però, moviments feministes i ecofeministes, juntament amb organitzacions no governamentals i figures influents en xarxes socials, han treballat per normalitzar i dignificar la menstruació, tot promovent campanyes de conscienciació que desafien aquests estigmes. Aquests grups han utilitzat plataformes digitals per difondre informació rigorosa i promoure un canvi cultural i transforma la menstruació  d'un tema tabú a una font d'orgull i empoderament.
Les xarxes socials, en particular, han tingut un paper essencial en aquesta transformació. Grups en plataformes com Facebook o Instagram ofereixen espais de diàleg temes relacionats amb la menstruació des d'una perspectiva positiva i conscient. A través d'aquests fòrums, s'han promogut l'ús de productes menstruals sostenibles i s'han compartit coneixements sobre com gestionar la menstruació d'una manera més informada i sense vergonya, contribuint així a modificar la percepció social i cultural d’aquest procés natural.
Per exemple Facebook, el grup Menstruació conscient es defineix com un espai on les participants intercanvien exercicis, remeis naturals, llibres i experiències heretades de generació en generació per mares i àvies. Aquest grup fomenta una gestió conscient de la menstruació, promovent pràctiques que valoren la connexió amb el propi cos. De manera semblant, el grup Menstruació alternativa té com a objectiu ajudar les dones a establir una relació positiva i amorosa amb els seus cicles menstruals, encoratjant-les a reconèixer i celebrar el seu poder femení.

## Moviments socials i activisme
Les figures i organitzacions destacades exerceixen actualment un paper clau en la reducció de l'estigma menstrual. Les iniciatives liderades per activistes tenen com a objectiu erradicar-lo mitjançant campanyes de sensibilització, programes educatius i col·laboracions amb institucions, amb la finalitat de transformar la percepció pública de la menstruació i oferir suport a les persones que afronten barreres socioeconòmiques.
Els moviments feministes i altres col·lectius activistes han contrarestat les narratives negatives promovent una visió positiva i normalitzadora de la menstruació mitjançant accions educatives, campanyes de sensibilització i discursos institucionals que trenquen tabús arrelats. Figures com Gloria Steinem, Judy Chicago han contribuït de manera decisiva a desafiar i qüestionar les concepcions culturals que envolten el cicle menstrual.

### Activistes

#### Zhanar Sekerbayeva
Activista lesbiana i queer provinent de Kazakhstan i fundadora de Feminita, una organització que promou el feminisme i els drets de dones LGBTQ+. Ella aborda els tabús sobre la menstruació i participa en protestes pacífiques per desafiar estigmes al seu país, enfrontant-se fins i tot a la repressió policial.

#### Hazel Mead
Activista britànica i artista, utilitza la il·lustració per normalitzar la menstruació i lluita contra l'impost que existeix als tampons. Ha fet col·laboració amb organitzacions com Bloody Good Period per donar suport a dones sense llar i sol·licitants d'hospici, promovent productes menstruals gratuïts a llocs públics.

#### Samikshya Koirala
Activista nepalès d'Amnistia Internacional que desafia la pràctica del Txaupadi, que aïlla les dones durant la menstruació. Treballa en campanyes de conscienciació per eliminar les supersticions menstruals al Nepal i fomenta l'educació menstrual en comunitats rurals.

#### Poulomi Basu
Artista i activista índia que denuncia les pràctiques patriarcals al voltant de la menstruació. Ha treballat amb organitzacions com Water Aid i Action Aid en campanyes que tenen de propòsit empoderar les dones i combaten l'exclusió menstrual, especialment a regions del Nepal i l'Índia.

#### Haafizah Bhamjee
Activista sud-africana i cofundadora de la campanya #WorthBleedingFor, que aborda la pobresa menstrual a les universitats. El seu treball se centra a aconseguir la disponibilitat de productes menstruals gratuïts en institucions educatives i encoratjar les joves a parlar obertament sobre la menstruació.

### Organitzacions
Hi ha una amplitud d'organitzacions que es dediquen a millorar l'educació menstrual, algunes són les següents.

#### La vida en rojo
Associació que promou un nou enfocament de la cultura menstrual basat en una visió positiva i sense estigmes de les experiències menstruals i climatèriques per afavorir la igualtat i combatre la pobresa menstrual.

#### Menstruación Digna
Organització sense ànim de lucre conformada per més de 30 associacions. S'enfoca en la lluita pels drets de les dones i l'eliminació del tabú sobre la menstruació que permet la societat mexicana mitjançant l'educació i la informació del tema. Busquen un canvi cultural que només es pot obtenir mitjançant l'educació de la societat.

#### Venture Stree
Cofundat per les estudiants Juhi Patel i Ria Soni van fundar la seva organització amb el propòsit d'incrementar la consciència sobre hàbits d'higiene, combatre l'estigma sobre la salut de les dones i poder empoderar les dones índies. L'organització a partir del 2019 ha donat més de 7.500 tovalloles sanitàries, atenent més de 2.000 dones i ha impactat en més de setze comunitats. D'altra banda, organitza campanyes de donació al festival Diwali i col·labora amb diverses universitats per poder abordar amb les alumnes els estigmes de la salut de les dones.

#### Alliance for Interval Provides
Creada per diferents organitzacions independents  amb seu als Estats Units busca facilitar l'accés a productes per a la menstruació i proporciona productes per a més de 420.000 cicles cada any.

#### Hashtag Happy Period
És un moviment nascut als Estats Units el 2015, liderat per Chelsea VonChaz que es dedica a promoure una cultura menstrual positiva, equitativa i lliure d’estigmes, amb especial atenció a les comunitats negres, llatines i indígenes, a través de l’educació, l’accés a productes i el suport institucional.

#### PERIOD
És una entitat global impulsada per joves que busca eliminar la pobresa menstrual i l’estigma associat. Ho fa mitjançant tres línies d’acció integrades: advocacia política, educació menstrual inclusiva i distribució de productes.